# Aignes
Aignes is een gemeente in het Franse departement Haute-Garonne (regio Occitanie) en telt 219 inwoners (2004). De plaats maakt deel uit van het arrondissement Muret.

## Geografie
De oppervlakte van Aignes bedraagt 21,0 km², de bevolkingsdichtheid is 10,4 inwoners per km².
De onderstaande kaart toont de ligging van Aignes met de belangrijkste infrastructuur en aangrenzende gemeenten.

## Demografie
Onderstaande figuur toont het verloop van het inwonertal (bron: INSEE-tellingen).